# Doreen Blumhagen
Doreen Blumhagen (* 1984) ist eine deutsche Religionspädagogin.
Doreen Blumhagen studierte Germanistik und Evangelische Theologie an der Universität Leipzig und erhielt für ihre Examensarbeit in Religionspädagogik den Kurt-Noack-Preis. Seit 2006 unterrichtet sie Religion und Deutsch in verschiedenen Schularten der Klassenstufen 1-10. Zurzeit ist sie Lehrerin an der Internationalen Grundschule Crinitzberg. Ihre Unterrichtsmaterialien veröffentlicht sie im Auer Verlag, Cornelsen Verlag und beim Verlag an der Ruhr. Seit 2011 ist sie in der Aus- und Weiterbildung von Lehrkräften aktiv.

## Veröffentlichungen
- Bilder und Symbole aus der Bibel. In neuen Zusammenhängen sehen und verstehen. Auer, Donauwörth 2010, ISBN 978-3-403-06315-5.
- Stationentraining: Der Islam. Grundlagen und Alltagspraxis des Islam. Auer, Donauwörth 2011, ISBN 978-3-403-06775-7.
- Stationentraining: Das Christentum: Grundlagen und Alltagspraxis des Christentums. Auer, Donauwörth 2014. ISBN 978-3403069379.
- Stationentraining: Fernöstliche Religionen: Grundlagen und Alltagspraxis von Hinduismus und Buddhismus. Auer, Donauwörth, 2015. ISBN 978-3403066293.
- Das Judentum: Stationenlernen zu den Grundlagen und zur Alltagspraxis des jüdischen Glaubens. Auer, Donauwörth, 2009. ISBN 978-3403049289.
- 66 Spielideen Religion. Auer, Donauwörth 2014, ISBN 978-3-403-07590-5.
- Evangelische Kirche – Vielfalt (neu) entdecken: Gebäude, Gemeinschaft, Gottesdienst, Institution. Auer, Donauwörth, 2015. ISBN 978-3403076551.
- 55 Methoden Religion: einfach, kreativ, motivierend. Auer, Donauwörth 2016, ISBN 978-3403074946.
- Martin Luther in der Grundschule. Vielfältige Materialien für die 3./4. Klasse zu Luthers Leben, Wirken und der Reformation. Auer, Donauwörth 2017, ISBN 978-3-403-07297-3.
- Lapbooks gestalten im Religionsunterricht 5-6: Fertig aufbereitete Faltvorlagen und passende Impulse zu vier zentralen Lehrplanthemen. Auer, Donauwörth 2016. ISBN 978-3403077497.
- Lapbooks gestalten im Ethikunterricht 5-6: Fertig aufbereitete Faltvorlagen und passende Impulse zu vier zentralen Lehrplanthemen. Auer, Donauwörth 2017. ISBN 978-3403080596.
- Lapbooks gestalten im Englischunterricht 5-6: Fertig aufbereitete Faltvorlagen und passende Impulse zu vier zentralen Lehrplanthemen. Auer, Donauwörth, 2016. ISBN 978-3403077503.
- Mein „Das bin ich!“-Lapbook: Kopiervorlagen zum Schneiden, Falten und Weitergestalten. Verlag an der Ruhr, Mülheim an der Ruhr, 2016. ISBN 978-3834631176
- Mein Weihnachts-Lapbook: Kopiervorlagen zum Schneiden, Falten und Weitergestalten. Verlag an der Ruhr, Mülheim an der Ruhr, 2016. ISBN 978-3834631992.
- Mein Grundschulzeit-Lapbook: Kopiervorlagen zum Schneiden, Falten und Weitergestalten. Verlag an der Ruhr, Mülheim an der Ruhr, 2017. ISBN 978-3834635808.
- So übe ich meine Lernwörter: Die Übungs-Kartei für den individuellen Einsatz. Verlag an der Ruhr, Mülheim an der Ruhr, 2017. ISBN 978-3834635877.
- Mein Lesetagebuch-Lapbook: Kopiervorlagen zum Schneiden, Falten und Weitergestalten. Verlag an der Ruhr, Mülheim an der Ruhr, 2017. ISBN 978-3834636959.
- Mein „Hier lebe ich“-Lapbook: Kopiervorlagen zum Schneiden, Falten und Weitergestalten – Deutschland, Bundesland & Wohnort. Verlag an der Ruhr, Mülheim an der Ruhr, 2017. ISBN 978-3834636966.
- Ich bin fertig! Was soll ich machen?: Eine Kartei mit 80 sinnvollen Angeboten für den Grundschulunterricht. Verlag an der Ruhr, Mülheim an der Ruhr, 2017. ISBN 978-3834636911.
- Lerntheke – Religion: Botschaft der Bibel: 5/6: Differenzierungsmaterialien für heterogene Lerngruppen. Kopiervorlagen mit CD-ROM. Cornelsen Scriptor, Berlin 2013. ISBN 978-3589162574.
- Unterrichtseinstiege Religion. Cornelsen Scriptor, Berlin 2013. ISBN 978-3-589-03918-0.
- Fachmethoden Grundschule: Das schnelle Methoden-1x1 Ethik/Religion. Cornelsen Scriptor, Berlin 2015. ISBN 978-3589039500.
- Lerntheke Grundschule – Deutsch / Wörterbuch 2-4: Differenzierungsmaterial für heterogene Lerngruppen. Kopiervorlagen. Cornelsen Scriptor, Berlin 2016. ISBN 978-3589150601.
- Lerntheke – Religion: Der christliche Glaube: 5/6: Differenzierungsmaterialien für heterogene Lerngruppen. Kopiervorlagen. Cornelsen Scriptor, Berlin 2016. ISBN 978-3589157976.
- Lerntheke – Religion: Feste im Kirchenjahr: 5-7: Differenzierungsmaterialien für heterogene Lerngruppen. Kopiervorlagen. Cornelsen Scriptor, Berlin 2016. ISBN 978-3589157983.
- Die besonders runde Stunde – Grundschule / Religion – Klasse 1-4: Fertige Unterrichtsstunden mit Materialien. Kopiervorlagen.Cornelsen Scriptor, Berlin 2017. ISBN 978-3589155187.
- Bibelgeschichten spannend mit Steckbausteinen und Spielfiguren: gestalten, visualisieren, kreativ erzählen, erlebbar machen!. Cornelsen Scriptor, Berlin 2017. ISBN 978-3589154043.